# ミスターブラウンコーヒー
ミスターブラウンコーヒー（英語: Mr. Brown Coffee）、あるいは伯朗珈琲 (はくろうこーひー、中国語: 伯朗咖啡; 拼音: Bólǎng Kāfēi) は、台湾の飲料メーカーである金車集団が発売する缶コーヒーのブランド名。
1982年に発売された。240mLのスチール缶飲料と、330ｍLのペットボトル飲料が販売されており、オリジナル・エスプレッソ、カプチーノ・バニラ・コロンビア・マカデミアナッツ・ブラック・ブルーマウンテンの各種類がある。

## 歴史

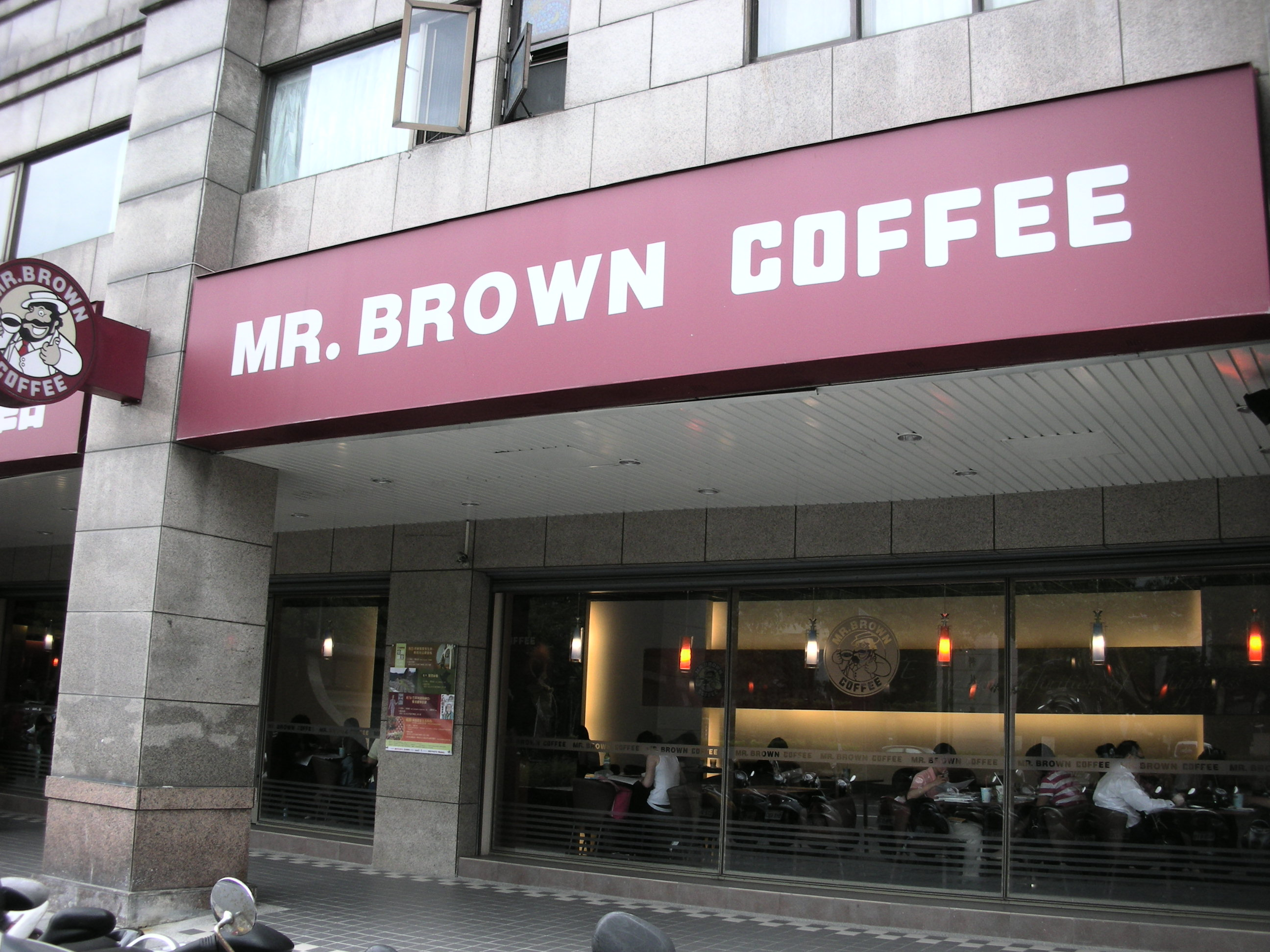
ミスターブラウンカフェ

2008年、中国製粉ミルクの安全性が問題視された際には、中国製粉ミルクと同じくメラミンで汚染されたミルクが、同製品にも使用されていることが発覚した。これを受け、金車社は同社製品に使用するミルクをニュージーランド産のものに切り替えた。
2019年、ブルネイ建国35周年を記念して、ラジャ・イステリ・ペギラン・アナック・サレハ橋やスルターン・オマール・アリ・サイフディーン・モスクなど、同国の名所をあしらった特別仕様の缶を発表した。2021年には、ブルネイの第一線で活躍する人々を題材とした缶を制作すると共に、同国が2021年末までに80％の完全予防接種を掲げていることを念頭に置き、「一緒なら、目標を達成できる（Together We Can Achieve The Target）」との文言を添えた。2022年には、ブルネイの建国38周年を祝し、「オラン・ブルネイ（Orang Brunei、ブルネイ人の意）たることを誇りに思う」との文言を付した缶を制作した。
2019年1月現在、ミスターブラウンカフェは台湾を拠点に、38店舗を展開している。

## 日本での展開
日本では、自動販売機の設置を手掛けるミリオン社により、オリジナルとリッチブレンドの2種類が発売されている。